# Kanton Osterode
Der Kanton Osterode war eine Verwaltungseinheit im Distrikt Osterode des Departements des Harzes im napoleonischen Königreich Westphalen. Hauptort des Kantons und Sitz des Friedensgerichtes war Osterode am Harz im heutigen niedersächsischen Landkreis Göttingen. Das Gebiet des Kantons umfasste neun Orte im heutigen Land Niedersachsen.
Zum Kanton gehörten die Ortschaften:

- Osterode mit Amthof, Schäferhof, Lindenberg, Freiheit, Siechenhof, Feldbrunnen[1] und Petershütte
- Eisdorf
- Förste mit Förster Landwehr
- Lasfelde mit Katzenstein, Badenhäuser Landwehr[2] und Schwarzhütte
- Nienstedt
- Schwiegershausen